# 北大武山
北大武山（きた-だいぶ-さん）は、台湾中央山脈南段の最高峰。台湾百岳に選定されており、玉山、雪山、南湖大山、秀姑巒山と共に台湾五岳の一つでもある。